# VSV (voetbalclub)

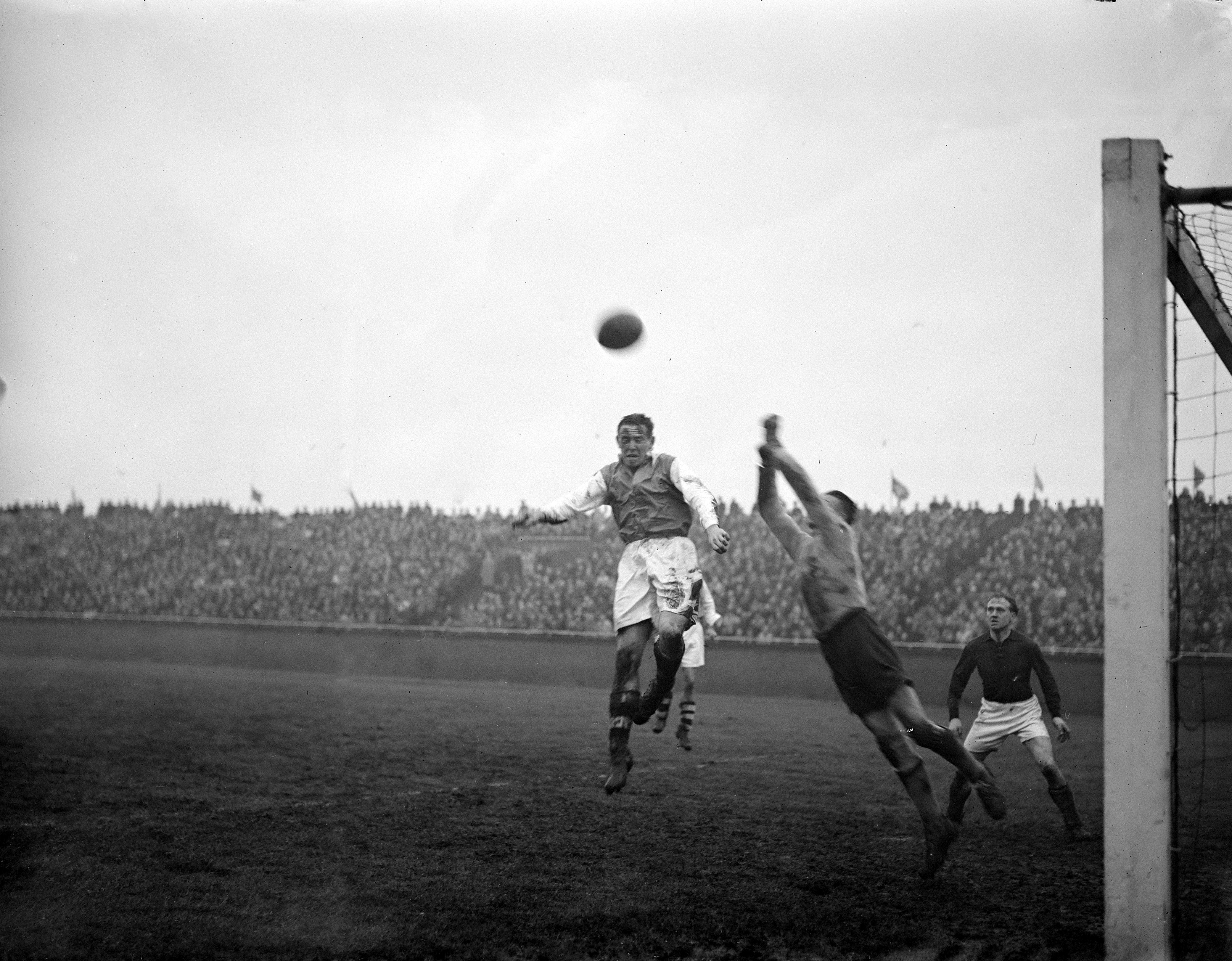
Ajax - VSV (1946)

VSV (Velseroorder Sport Vereniging) is een amateurvoetbalvereniging uit Velserbroek, gemeente Velsen, Noord-Holland.

## Algemeen
De vereniging werd op 16 februari 1912 opgericht. Thuisbasis is het “Sportpark De Hofgeest”.
De grootste prijs in het bestaan van VSV werd behaald in het seizoen 1937/38, toen het eerste zondagelftal in de finale om de Holdertbeker (de huidige KNVB beker) met 4-1 won van AGOVV. Ook speelde VSV in de periode van 1955-1963 betaald voetbal waarin het voornamelijk uitkwam in de Eerste divisie.

## Geschiedenis
In 1900 richtten Cor Engelhart, Cor Griekspoor en Cor van der Zee een voetbalclubje op met de naam “Unitas”. In 1912 ontstond het verlangen om te gaan voetballen in competitieverband en men deed dit verzoek bij de Haarlemse Voetbalbond. Dit verzoek kon worden ingewilligd, wel diende de naam veranderd te worden. "Unitas" werd "Velseroorder Sport Vereniging" (VSV). Op 17 februari 2012 werd VSV ter gelegenheid van haar 100-jarig bestaan onderscheiden met de Koninklijke Erepenning, uitgereikt door de burgemeester van Velsen Franc Weerwind.

### Betaald voetbal
VSV speelde vanaf 1928 in de Eerste Klasse, toentertijd de hoogste klasse in het voetbal. Toen in 1954 de KNVB het betaald voetbal invoerde, besloot VSV net zoals vele andere clubs uit de hoogste klasse tot het spelen van betaald voetbal. Het hoogtepunt in het betaald voetbal beleefde VSV in het seizoen 1959/1960 toen VSV in de nacompetitie voetbalde om een plaats in de Eredivisie. Het betaald voetbal-avontuur als onafhankelijke club liep ten einde toen in 1963 werd besloten om de eerste teams van VSV en IJ.V.V. Stormvogels uit IJmuiden te laten fuseren tot Telstar. Omdat VSV in het seizoen 1962/63 promotie had afgedwongen via de nacompetitie naar de Eerste divisie begon de fusieclub in de Eerste divisie. VSV en Stormvogels werden teruggeplaatst naar de vierde klasse van het amateurvoetbal. In 2001 fuseerde Stormvogels weer met Telstar om de jeugdopleiding te versterken. VSV vocht deze fusie aan bij de rechter maar uiteindelijk ging deze fusie toch door. Telstar ging sindsdien door het leven als Stormvogels Telstar. Deze fusieclub hield niet lang stand toen op 12 mei 2008 tijdens een ledenvergadering unaniem werd besloten om deze fusie te ontbinden. Beide clubs gaan sindsdien weer onder hun oude naam verder en Telstar werkt nu samen met AZ op het gebied van de jeugdopleiding en VSV met Ajax.

### Sportparken
In 1900 speelde "Unitas" zijn wedstrijden op het “Hanenveld”, een grote vlakte ten westen van het toenmalige station Velsen. Toen in 1912 voetbal in competitieverband gespeeld ging worden, moest naast de naam ook worden uitgeweken naar een nieuw terrein, dit werd “De Kickvors”, een vlakte aan de Frans Halsstraat. In 1942 dient VSV uit te wijken naar het complex van De Kennemers in Beverwijk vanwege de Tweede Wereldoorlog. In 1949 koopt VSV een terrein aan de Driehuizerkerkweg in Driehuis waar het tot 1996 zijn wedstrijden afwerkt. In 1997 wordt er uitgeweken naar het nieuwe sportcomplex aan de Hofgeesterweg te Velserbroek, doordat op het terrein in Driehuis huizenbouw plaatsvindt. In het tussenliggende seizoen werkt VSV zijn wedstrijden en trainingen af bij VV IJmuiden en VV Waterloo. Op de nieuwe locatie aan de Hofgeest groeit VSV snel uit haar voegen en al snel na het betrekken van dit sportpark worden er alweer nieuwe plannen gemaakt voor een nieuw sportcomplex een paar honderd meter verderop aan de Grote Buitendijk, ook wel het masterplan VSV genoemd.

### KNVB Beker
Finale 1917
AFC Ajax - VSV 5-0 (Ajax-terrein)
Doelpuntenmakers: 1-0 Theo Brokmann, 2-0 Rinus Lucas, 3-0 Jan de Natris, 4-0 Jan van Dort, 5-0 Rinus Lucas
Finale 1938
VSV - AGOVV 4-1 (UVV Terrein))
Doelpuntenmakers: 0-1 Gabriël, 1-1 Sterk, 2-1 Sterk, 3-1 Sterk, 4-1 Bot

## Standaardelftallen
De standaardelftallen spelen in het seizoen 2020/21 in de Vierde klasse zaterdag en Derde klasse zondag van het KNVB-district West-I.

### Competitieresultaten zaterdag 2001–2020
| 7 5C |

| 12 4E |

| 2 5B |

| 3 4E |

| 6 4E |

| 7 4E |

| 9 4E |

| 10 4E |

|  |

|  |

|  |

|  |

| 3 5B |

| 7 4C |

| 3 4B |

| 3 4B |

| 10 3B |

| 12 3B |

| 3 4C |

| -- 4C |

| - 4C |

| Derde klasse | Vierde klasse | Vijfde klasse |

### Erelijst zondag

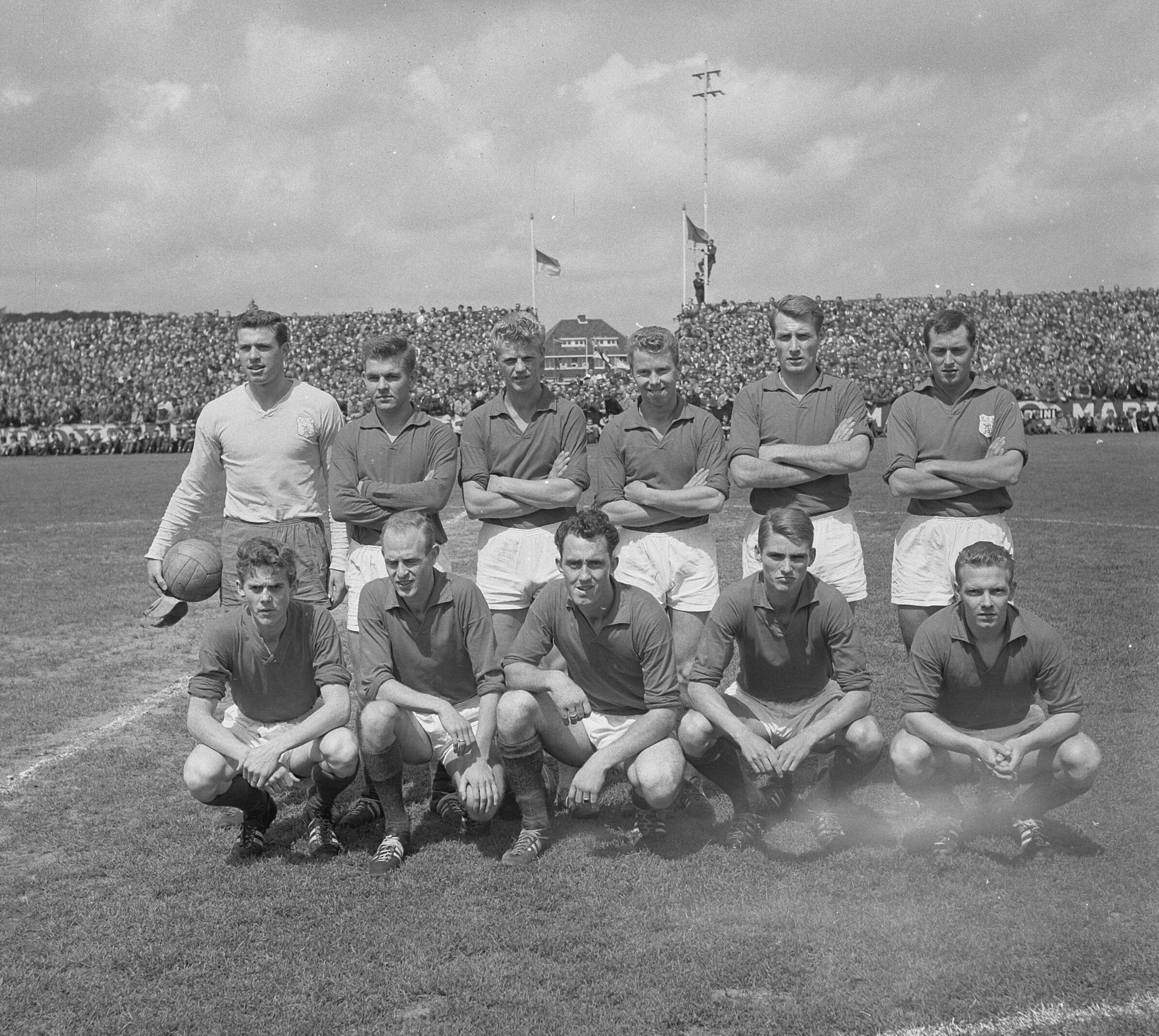
Kampioen 2e Divisie (1963)

kampioen Tweede divisie: 1963
kampioen Eerste klasse: 1941, 1949
kampioen Tweede klasse: 1928, 2015
kampioen Derde klasse: 1917, 1921, 1927, 1975
kampioen Vierde klasse: 1966, 1972, 2000
kampioen Vijfde klasse: 1999

### Competitieresultaten zondag 1917–2020
| 1 3E |

| 9 2A |

| 1 3F |

| 3 3F |

| 1 3A |

| 9 2A |

| 2 3C |

| 1 3A |

| 3 3A |

| 3 3A |

| 1 3A |

| 1 2A |

| 4 |

| 6 |

| 5 |

| 4 |

| 9 |

| 2 |

| 5 |

| 4 |

| 4 |

| 6 |

| 7 |

| 4 |

| 1 |

| 9 |

| 2 |

| 4 |

|  |

| 9 |

| 10 |

| 4 |

| 1 |

| 8 |

| 10 1C |

| 8 1B |

| 2 1A |

| 2 1B |

| 11 D |

| 4 A |

| 9 A |

| 12 A |

| 15 A |

| 3 B |

| 12 B |

| 15 B |

| 1 A |

| 4 4D |

| 6 4C |

| 1 4C |

| 5 3B |

| 6 3C |

| 11 3C |

| 3 4C |

| 7 4C |

| 1 4C |

| 2 3B |

| 5 3A |

| 1 3A |

| 4 2A |

| 7 2A |

| 6 2A |

| 6 2A |

| 12 2A |

| 4 3B |

| 10 3B |

| 9 3B |

| 6 3B |

| 7 3B |

| 12 3B |

| 4 4D |

| 5 4C |

| 10 4C |

| 6 4C |

| 7 3B |

| 12 3B |

| 2 4D |

| 6 3B |

| 10 3B |

| 7 4C |

| 9 4C |

| 12 4C |

| 1 5? |

| 1 4C |

| 3 3B |

| 3 2B |

| 6 2B |

| 9 2A |

| 12 2A |

| 5 3B |

| 2 3B |

| 3 3B |

| 10 2A |

| 3 3B |

| 3 2A |

| 6 2A |

| 7 2B |

| 3 2A |

| 1 2A |

| 7 1A |

| 12 1A |

| 13 2A |

| 9 3C |

| -- 3A |

| - 3C |

| Eerste divisie | Eerste Klasse (profniveau) | Tweede divisie | Eerste klasse | Tweede klasse | Derde klasse | Vierde klasse | Vijfde klasse |

In elke staaf van de grafiek staat van boven naar beneden vermeld: 
- Eindnotering

Dit is de positie die de club heeft bereikt in de competitie, zonder eventuele beslissings-, play-off- of nacompetitiewedstrijden die nodig zijn geweest om bijvoorbeeld de kampioen van de competitie te bepalen.
Indien een * achter het getal staat is de notering een tussenstand en kan het zijn dat de notering niet overeenkomt met de uiteindelijke eindstand van de competitie.
Staat er een - dan is het seizoen nog bezig en is er geen definitieve uitslag bekend.
Staat er xx op de positie van de notering, dan heeft de club vroegtijdig de competitie verlaten. Dit kan onder andere komen door terugtrekking van het team, faillissement van de club of door een uitgedeelde straf van de KNVB. In veel gevallen staat elders in het artikel de reden vermeld.
Staat er een ? dan is het resultaat uit het verleden onbekend, en is alleen de competitie of het niveau bekend van dat seizoen.
In de seizoenen 2019/20 en 2020/21 werd wegens de coronacrisis het amateurvoetbal afgebroken. Daardoor kennen deze staven geen eindklassering (middels -- weergegeven).
- Competitieniveau en afdelingsletter of Officiële eindstand Eredivisie
  - Competitieniveau en afdelingsletter

Hierbij geeft het getal het niveau weer, dat ook terug te vinden is in de legenda. De letter is de afdelingsaanduiding en wordt gebruikt wanneer er meer afdelingen zijn op hetzelfde niveau. De afdelingsletter is altijd een hoofdletter en wordt meestal zonder nummer gebruikt.
Voorbeeld: 2F is niveau 2e klasse competitie F.
Het competitieniveau en nummer wordt niet vermeld wanneer er slechts één competitie van dit niveau was.
  - Officiële eindstand Eredivisie (getal staat tussen haakjes vermeld)

Sinds de introductie van play-offwedstrijden voor Europees voetbal na afloop van de reguliere competitie in 2005/06, is de KNVB verplicht een eindstand van de Eredivisie door te geven aan de UEFA aan de hand van deze play-offwedstrijden.
Bij deze eindstand staan clubs die zich hebben gekwalificeerd voor Europees voetbal hoger dan clubs die zich niet wisten te kwalificeren. Indien er geen verschil was tussen de eindnotering en de officiële eindstand, staat dit getal niet vermeld.

- Onderafdeling

Hier staat afgekort de naam van de onderafdeling indien de club in dat jaar in een onderafdeling uitkwam. Tevens staat deze afkorting in de legenda en wordt gelinkt naar het artikel over deze onderafdeling. Deze afkorting wordt alleen vermeld wanneer de club in het verleden in verschillende onderafdelingen heeft gespeeld. Deze vermelding is in de staaf altijd in kleine letters. Deze onderafdelingen zijn na het seizoen 1995/96 afgeschaft. Heeft de club in slechts één onderafdeling gespeeld, dan is dit alleen terug te vinden in de legenda.
Onder de staaf staat het jaartal vermeld waarin het seizoen is afgesloten. 15 verwijst naar het seizoen 2014/15 of eventueel het seizoen 1914/15.
Wanneer een staaf leeg is, zijn deze gegevens niet bekend. Het kan ook zijn dat de club dat seizoen niet heeft meegespeeld op het hogere amateurniveau, vroegtijdig de competitie heeft verlaten of uit de competitie is gezet.

In het seizoen 1944/45 was er wegens de Tweede Wereldoorlog geen regulier competitievoetbal.

## Betaald voetbal

### Seizoensoverzichten
| Resultaten van VSV sinds de toetreding in het betaald voetbal in 1954 | Resultaten van VSV sinds de toetreding in het betaald voetbal in 1954 | Resultaten van VSV sinds de toetreding in het betaald voetbal in 1954 | Resultaten van VSV sinds de toetreding in het betaald voetbal in 1954 | Resultaten van VSV sinds de toetreding in het betaald voetbal in 1954 | Resultaten van VSV sinds de toetreding in het betaald voetbal in 1954 | Resultaten van VSV sinds de toetreding in het betaald voetbal in 1954 | Resultaten van VSV sinds de toetreding in het betaald voetbal in 1954 | Resultaten van VSV sinds de toetreding in het betaald voetbal in 1954 | Resultaten van VSV sinds de toetreding in het betaald voetbal in 1954 | Resultaten van VSV sinds de toetreding in het betaald voetbal in 1954 | Resultaten van VSV sinds de toetreding in het betaald voetbal in 1954 | Resultaten van VSV sinds de toetreding in het betaald voetbal in 1954                                                                             |
| Seizoen                                                               | Competitie                                                            | Competitie                                                            | Competitie                                                            | Competitie                                                            | Competitie                                                            | Competitie                                                            | Competitie                                                            | Competitie                                                            | Competitie                                                            | Kwalificatie                                                          | KNVB beker                                                            | Bijzonderheid |
| Seizoen                                                               | Divisie                                                               | GW                                                                    | W                                                                     | G                                                                     | V                                                                     | PNT                                                                   | DV                                                                    | DT                                                                    | POS                                                                   | Kwalificatie                                                          | KNVB beker                                                            | Bijzonderheid |
| --------------------------------------------------------------------- | --------------------------------------------------------------------- | --------------------------------------------------------------------- | --------------------------------------------------------------------- | --------------------------------------------------------------------- | --------------------------------------------------------------------- | --------------------------------------------------------------------- | --------------------------------------------------------------------- | --------------------------------------------------------------------- | --------------------------------------------------------------------- | --------------------------------------------------------------------- | --------------------------------------------------------------------- | --- |
| 1954/55                                                               | Eerste klasse A                                                       | 9                                                                     | 2                                                                     | 3                                                                     | 4                                                                     | 7                                                                     | 17                                                                    | 17                                                                    | 9e                                                                    | –                                                                     | Geen bekertoernooi                                                    | VSV treedt toe tot het betaald voetbal De competitie werd na de fusie van de KNVB en de NBVB niet afgemaakt. Alle teams werden opnieuw ingedeeld. |
| 1954/55                                                               | Eerste klasse D                                                       | 26                                                                    | 9                                                                     | 6                                                                     | 11                                                                    | 24                                                                    | 43                                                                    | 43                                                                    | 11e                                                                   | Eerste klasse                                                         | Geen bekertoernooi                                                    | VSV treedt toe tot het betaald voetbal De competitie werd na de fusie van de KNVB en de NBVB niet afgemaakt. Alle teams werden opnieuw ingedeeld. |
| 1955/56                                                               | Eerste klasse A                                                       | 26                                                                    | 12                                                                    | 6                                                                     | 8                                                                     | 30                                                                    | 44                                                                    | 35                                                                    | 4e                                                                    | Tweede divisie                                                        | Geen bekertoernooi                                                    | |
| 1956/57                                                               | Eerste divisie A                                                      | 30                                                                    | 11                                                                    | 8                                                                     | 11                                                                    | 30                                                                    | 44                                                                    | 45                                                                    | 9e                                                                    | –                                                                     | 3e ronde                                                              | – |
| 1957/58                                                               | Eerste divisie A                                                      | 30                                                                    | 8                                                                     | 5                                                                     | 17                                                                    | 21                                                                    | 33                                                                    | 61                                                                    | 12e                                                                   | –                                                                     | Voorronde                                                             | – |
| 1958/59                                                               | Eerste divisie A                                                      | 30                                                                    | 7                                                                     | 7                                                                     | 16                                                                    | 21                                                                    | 32                                                                    | 55                                                                    | 15e                                                                   | –                                                                     | Voorronde                                                             | – |
| 1959/60                                                               | Eerste divisie B                                                      | 32                                                                    | 19                                                                    | 4                                                                     | 9                                                                     | 42                                                                    | 64                                                                    | 47                                                                    | 3e                                                                    | Nacompetitie                                                          | Geen bekertoernooi                                                    | Promotiewedstrijden tegen D.F.C. (3–0 & 0–5), NOAD (1–2 & 1–6) en Vitesse (1–1 & 0–1)                                                             |
| 1960/61                                                               | Eerste divisie B                                                      | 34                                                                    | 12                                                                    | 5                                                                     | 17                                                                    | 29                                                                    | 51                                                                    | 69                                                                    | 12e                                                                   | –                                                                     | Groepsfase                                                            | – |
| 1961/62                                                               | Eerste divisie B                                                      | 34                                                                    | 11                                                                    | 5                                                                     | 18                                                                    | 27                                                                    | 57                                                                    | 87                                                                    | 15e                                                                   | Rechtstreekse degradatie                                              | 3e ronde                                                              | – |
| 1962/63                                                               | Tweede divisie A                                                      | 32                                                                    | 20                                                                    | 7                                                                     | 5                                                                     | 47                                                                    | 64                                                                    | 34                                                                    | 1e                                                                    | Nacompetitie                                                          | 3e ronde                                                              | Promotiewedstrijden tegen Haarlem (2–2 & 3–2) VSV fuseert met Stormvogels en verandert haar naam naar Telstar                                     |

### Topscorers
- 1954/55:  Henk Verswijveren (4)
- 000000 :  Wout Zwanenburg (12)
- 1955/56:  Henk Belfroid (11)
0000000  Arie de Oude (11)
- 1956/57:  Arie de Oude (13)
- 1957/58:  Cor van der Hijden (5)
0000000  Johan Planken (5)
- 1958/59:  Cor van der Hijden (11)
- 1959/60:  Ger Farenhorst (17)
- 1960/61:  Cor Heijmans (11)
- 1961/62:  Gerry van Dolder (11)
- 1962/63:  Fred André (14)

### Trainers
- 1954–1955:  Cor Steeman
- 1955–1958:  Jan de Bouter
- 1958–1959:  Willy Hazeveld
- 1959–1962:  Jan de Wit
- 1962–1963:  Toon van den Enden

## Bekende (oud-)spelers
- Fred André
- Jan den Boer
- Cor Brom
- Piet van der Kuil
- Niek Michel
- Marcel Peeper
- Richard Plug
- Ko Stijger
- Heinz Stuy
- Ab de Vries

SC Telstar · VV IJmuiden · IJ.V.V. Stormvogels · VV SVIJ · SV Terrasvogels · RKVV Velsen · FC Velsenoord · VSV · VVH/Velserbroek · VV Waterloo